# Paweł Zawistowski
Paweł Zawistowski (ur. 4 czerwca 1984 w Łodzi) – polski piłkarz grający na pozycji pomocnika w Borucie Zgierz.
Wychowanek ŁKS Łódź. Następnie zawodnik UKS SMS Łódź, HEKO Czermno, KS Paradyż, Znicza Pruszków, Arki Gdynia, Jagiellonii Białystok, Zawiszy Bydgoszcz.
W 2008 przeszedł z drugoligowego wtedy Znicza Pruszków do Jagiellonii Białystok w pakiecie z Igorem Lewczukiem za kwotę odstępnego w wysokości 400 tys. złotych. 
20 sierpnia 2013 został wypożyczony z Korony Kielce do Górnika Łęczna.

## Sukcesy

### Jagiellonia Białystok
- Puchar Polski (1) : 2010